# ヤクルトホール
ヤクルトホール (Yakult Hall) は、東京都港区東新橋1丁目1番地のヤクルト本社ビル内にあった多目的ホール。2020年まで、株式会社ヤクルト本社が運営していた。
2020年から2024年まではニッショーホールの仮移転先として使用され、名称も「ニッショーホール」に改めたうえで、公益財団法人日本消防協会が運営した。

## 概要
1972年、株式会社ヤクルト本社が東新橋の新本社ビル（当時、14階建て）内に移転して来たのと同時に開設。574人収容。主にコンサート、映画の試写会、演劇、講演会、トークショーなどで使用される。ステージから花道（ランウェイ）状の小ステージが客席に突き出しているのが特徴。
また、プロ野球・東京ヤクルトスワローズの新入団選手記者発表会やファンクラブ関連行事などでも利用されたほか、フジテレビ系列平日正午台番組の公開や収録が行われた（『ハイヌーンショー』『爆笑ゴールデンショー』『三平・美どりのドキドキ生放送』『夏のスターパレード』『やりくりクイズ30万に挑戦』など）。
ヤクルト本社が本社機能集約のため2020年春に港区海岸の「WATERS takeshiba」に移転したことに伴い一時閉鎖。同年10月より、日本消防協会が日本消防会館（港区虎ノ門2-9-16）の建て替え工事のためにヤクルト本社ビルに仮入居したことに伴い、当ホールを「ニッショーホール」に改称して運営を再開した。
「ニッショーホール」としての運営は日本消防会館の建て替えが完了するまでであり、2024年9月9日を以って新会館内へ移転し、同月21日から運営を開始した。

## 所在地・アクセス
東京都港区東新橋1-1-19 ヤクルト本社ビル
- JR新橋駅下車、徒歩5分
- 都営地下鉄浅草線新橋駅（1番出口）徒歩1分
- 東京メトロ銀座線新橋駅（2番出口）徒歩3分